# Sébastien Migné
Sébastien Bernard Henri Clément Migné (La Roche-sur-Yon, Francia, 30 de noviembre de 1972) es un exjugador y entrenador de fútbol francés. Desde marzo de 2024 dirige a la selección de Haití.

## Carrera como jugador
Migné comenzó su carrera profesional en 1989 en La Roche VF, luego en el FC Mougins en 1993, pasando por el Stade de Vallauris en 1994. Luego se marchó a Inglaterra en 1996, jugando en el Hoxton FC y en 1997 en el Boreham Wood. Finalmente, jugó su última temporada en el Leyton Orient.

## Carrera como entrenador
En 1998, Migné comenzó su carrera como entrenador en el FC Mougins. Más tarde, se convirtió en asistente técnico de Jean-Pierre Papin en Estrasburgo y luego en Lens. En 2008, Claude Le Roy le pidió que se convirtiera en su ayudante tras la marcha de Hervé Renard y lo acompañaría en sus etapas como seleccionador de Omán y de Siria. En 2013, se hizo cargo de la selección sub-20 de la República Democrática del Congo. Más tarde, llegaron al Congo y terminó su carrera como asistente bajo el ala de Le Roy con Togo en 2017.
El 13 de marzo de 2017, fue oficializado como entrenador de la selección del Congo. Un año después dejó su cargo alegando malas condiciones laborales en el país africano.
El 3 de mayo de 2018, Migné fue nombrado entrenador de la selección de Kenia y firmó un contrato por tres años. El 12 de agosto de 2019, llegó a un acuerdo amistoso con el presidente de la Federación de Fútbol de Kenia para dejar su cargo.
El 7 de noviembre de 2019, fue anunciado como entrenador de la selección de Guinea Ecuatorial. En junio de 2020, rescindió su contrato de mutuo acuerdo con la dirigencia africana.
En julio de 2021, fue oficializado como técnico del Marumo Gallants. Sin embargo, tres meses después, fue despedido de su cargo después de haber dirigido aparentemente un lenguaje abusivo al director técnico del club, Harris Choeu.
El 28 de febrero de 2022, fue confirmado como asistente técnico de Rigobert Song en la selección de Camerún. Luego de quedar eliminados de la Copa Africana de Naciones 2023, presentó su renuncia al cargo a partir de la “implicación” de Samuel Eto'o en el armado del seleccionado.
El 8 de marzo de 2024, Migné fue presentado como seleccionador de Haití.

## Clubes

### Como jugador
| Club          | País       | Año       |
| ------------- | ---------- | --------- |
| La Roche VF   | Francia    | 1989-1993 |
| FC Mougins    | Francia    | 1993-1996 |
| Hoxton FC     | Inglaterra | 1996      |
| Boreham Wood  | Inglaterra | 1997      |
| Leyton Orient | Inglaterra | 1997-1998 |

### Como entrenador
| Club                                                   | País                            | Año           |
| ------------------------------------------------------ | ------------------------------- | ------------- |
| FC Mougins                                             | Francia                         | 1998          |
| La Roche VF                                            | Francia                         | 2005-2006     |
| Selección sub-20 de la República Democrática del Congo | República Democrática del Congo | 2013          |
| Selección del Congo                                    | República del Congo             | 2017-2018     |
| Selección de Kenia                                     | Kenia                           | 2018-2019     |
| Selección de Guinea Ecuatorial                         | Guinea Ecuatorial               | 2019-2020     |
| Marumo Gallants                                        | Sudáfrica                       | 2021          |
| Selección de Haití                                     | Haití                           | 2024-presente |